# نیک تونز: حمله توی بات
نیک تونز: حمله توی بات (در مناطق پال با نام باب اسفنجی و دوستان: حمله توی بات شناخته می‌شود) یک بازی ویدئویی است که در سال ۲۰۰۷ منتشر شد، این بازی خط داستانی بازی‌های نیک تونز متحد شوید! و بازی نیک تونز: نبرد برای جزیره ولکانو را دنبال می‌کند. این بازی از طریق نینتندو دی‌اس و پلی‌استیشن ۲ انتشار یافت.

## گیم پلی
این بازی بیش تر سبک ماجراجویی دارد که با همراه شخصیت‌های نیک تونز می‌توان آن را به به جلو برد. بازیکنان از طریق بیکینی باتم، امیتی پارک، گوست زون (فقط نسخه گیم بوی ادونس)، دنیای فایری، روستای پاپونونو (فقط نسخه دستی)، رِتروویل (فقط نسخه دستی) و مخفیگاه کالامیتوس (فقط نسخه کنسول) و همچنین کارخانه اسباب بازی، که به بخشهای مختلفی تقسیم شده‌است، بازی را پیش می‌برند.

## طرح
مقدمه ابتدایی بازی، پروفسور کالامیتوس در یک نمایش بازی به نام بزرگترین نبوغ حضور دارد. دولتهای مصیبت بار که با تغذیه پری‌ها به کرابی پتی، آنها می‌توانند گاز جادویی ساطع کنند که همراه با انرژی شبح، می‌تواند به عنوان نوعی سوخت برای ارتش «اسباب بازی‌های» او استفاده شود.
همان‌طور که در شروع نشان داده می‌شود، بازی خود را با تحویل یک کامیون چند میلیون همبرگر خرچنگی به کارخانه پردازش و اسباب بازی ربات همبرگر پاتریک و باب اسفنجی آغاز می‌کند. پس از رسیدن به کارخانه، یک ربات تمام همبرگرها را می‌مکد و ناخواسته پاتریک در این راه کار می‌کند. باب اسفنجی ربات را تعقیب می‌کند و سرانجام به کارخانه راه پیدا می‌کند.
باب اسفنجی پس از یافتن راه خود از طریق کارخانه، پاتریک را پیدا می‌کند که مانند یک اسباب بازی رباتیک شده‌است. آنها پس از آزادی پاتریک، با تاک، از مردم پوپونونو، که ادعا می‌شود ربوده، ملاقات می‌کنند. آنها بعداً تیمی ترنر، جنی واکمن، راکو، گیر، استیمپی و جیمی نوترون را یافتند که همگی ادعا می‌شوند که ربوده شده‌است. آنها با چاد بات آشنا می‌شوند، روباتی که همکار پروفسور است. آنها از او می‌خواهند که برای تماس با دنی فانتوم از چیزی استفاده کند و او به آنها دستور می‌دهد تا مدل‌های اصلی بیشتری برای مجموعه خود پیدا کنند.
پس از جمع‌آوری مدل‌های اصلی، جیمی با دنی تماس می‌گیرد، وی می‌گوید که ارتش اسباب بازی‌های متجاوز کالامیتوس خانه او را تصاحب کرد تا از انرژی حاصل از منطقه شبح و اطراف آن با روبات‌ها استفاده کند، شبیه او و سم؛ بنابراین جیمی به دنی و سم می‌گوید که او و دیگر نیکتون‌ها را در پارک آمیتی (که تقریباً ویران شده‌است) با شرکت Evil Toy Co ملاقات می‌کند. و هنگامی که به آنجا می‌رسند، می‌بینند که جیمی چند لباس مکانیکی درست کرده‌است که به آنها اجازه می‌دهد با بیگ تین مبارزه کنند. آنها پس از شکست دادن یک اسباب بازی بزرگ غول پیکر جیمی، دوباره به کارخانه بازگشتند و در آنجا مدل‌های اصلی دیگری را پیدا کردند.
چاد بات به آنها می‌گوید اسباب بازی‌های ساسر من قهرمانانی را اسیر کرده‌اند، بنابراین نیک تونز از کارخانه عبور می‌کنند، بقیه مدل‌های اصلی را جمع می‌کنند و اسباب بازی‌های ساسر من را از بین می‌برند. سپس، نیک تونز به دنیای فایری می‌روند.
آنها به جایی می‌رسند که مقدمه ابتدایی بازی بود و برنده بزرگترین نبوغ، کسی نیست جز خود چاد بات، که می‌گوید برنامه کالامیتوس برای ربودن بهترین شخصیت‌ها از هر جهان منجر به پیروزی او می‌شود. چاد بات اعتبار خود را به باب اسفنجی، دنی، پاتریک، سام، تیمی، جیمی، جنی، راکو، گیر، استیمپی و تک برای موفقیت خود اعلام کرد و بازی با بریدن سبیل کالامیتوس توسط چاد بات با ریش‌تراش برقی به پایان می‌رسد.

## بازخورد
نیک تونز: حمله توی بات "بررسی های مختلط یا متوسط" دریافت کرد. مگان سالیوان از آی جی ان به نسخه وی این بازی نمره ۶ از ۱۰ داد و اظهار داشت که نیک تونز: حمله توی بات به هیچ وجه یک بازی عالی نیست ، اما اگر پدر و مادری هستید که می خواهید کودک خود را برای چند ساعت در حالی که بیرون می روید ، این ممکن است کار بزرگی باشد. در غیر این صورت این مورد را منتقل کنید و منتظر چیزی بهتر باشید. جک دویرس از آی جی ان به نسخه نینتندو دی اس بازی امتیاز ۷ از ۱۰ را داد و نتیجه گرفت که "این بهترین بازی نیک تونز تاکنون است. من می دانم که از زمان مکیدن متحد شوید! و نبرد برای جزیره ولکانو چیز زیادی گفته نشده است. و در واقع ، این یک عنوان عالی نیست. بسیار تکراری می شود و طولانی نیست. اما برای طرفداران کارتون های نیکلودئون ، شخصیت ها و قابلیت بازشدن به اندازه کافی جذاب است. کارهای صوتی جزئی فقط به اندازه ای زیبا و آراسته است ، و با چند نفره و شخصیت های بسیار ، در واقع یک بازی است که می تواند چندین بار انجام شود. فقط آرزو می کنم رو شخصیتی قابل بازی بود. نسخه وی بازی نمره را ۶۰ از صد دریافت کرد. در حالی که متاکریتیک نسخه دی اس را بر اساس ۴ بررسی ، امتیاز ۵۴ از ۱۰۰ را دریافت کرده است.
| گردآورنده | امتیاز                   |
| --------- | ------------------------ |
| متاکریتیک | ۵۴/۱۰۰ (DS) 60/100 (Wii) |

| ناشر   | امتیاز                   |
| ------ | ------------------------ |
| گیم‌زون | ۷٫۲/۱۰ (DS) ۶٫۹/۱۰ (PS2) |
| آی‌جی‌ان | ۷/۱۰ (DS) ۶/۱۰ (Wii)     |